# 7225 Huntress
7225 Huntress (1983 BH) là một tiểu hành tinh vành đai chính được phát hiện ngày 22 tháng 1 năm 1983 bởi E. Bowell ở trạm Anderson Mesa thuộc Đài thiên văn Lowell.